# Refused Loves Randy
Refused Loves Randy är en split-EP med de svenska hardcorebanden Refused och Randy där de spelar varandras låtar, utgiven 1995. Denna CDEP är inspelat på Hortlax Hardcore studios av Pelle Gunnerfeldt.

## Låtlista
1. "TV Freak" - Refused
2. "Pump the Brakes"  - Randy
3. "Humanalogy"  - Refused
4. "Re-fused" - Randy

## Utgiven av
- Startracks (1995)